# Nate Carr
Nathaniel „Nate” Carr (ur. 24 czerwca 1960 w Erie) – zapaśnik amerykański w stylu wolnym. Brązowy medalista Igrzysk w Seulu - 1988. Złoty i srebrny medalista Mistrzostw Panamerykańskich. Pierwsze miejsce w Pucharze Świata w 1986; drugie w 1989 roku.
W młodości zawodnik Iowa State University. Jego rodzice mieli 16 dzieci. Oprócz niego jeszcze czterech braci było zapaśnikami w All-American, a Jimmy Carr brał udział w turnieju zapaśniczym na Igrzyskach w Monachium – 1972. Jimmy był najmłodszym zapaśnikiem w historii olimpijskiej reprezentacji USA.